# Rechtsstaat
El concepto de Rechtsstaat se originó en el sistema jurídico-político alemán. Literalmente, significa algo similar a "Estado Regulado", "Estado Normado" o "Estado Legal", y se entiende comúnmente como equivalente al concepto de "Estado de Derecho". Este término se asemeja al concepto hispano de Imperio de la ley y al anglosajón de Rule of Law. Sin embargo, debido a la falta de consenso sobre el significado exacto de estos términos, algunos estudiosos sugieren que existen diferencias conceptuales entre ellos.
En la práctica jurídico-política actual generalmente se entiende por Rechtsstaat un estado constitucional, en el cual el poder del Estado está limitado a fin de proteger la población de abusos de poder. En un Rechtsstaat, los ciudadanos tienen derechos básicos garantizados por una Constitución y exigibles jurídicamente. Originalmente se entendía que un Rechtsstaat es una condición indispensable o necesaria para la existencia de un estado; sin embargo, posteriormente, algunos teóricos han sugerido que un estado no puede constituir una democracia sin ser un Rechtsstaat. (en el sentido que un Rechtsstaat es una condición necesaria para la existencia de una democracia).

## Orígenes y evolución del término
Muchas autoridades, no solo alemanas, remontan el origen del concepto de Rechtsstaat a Immanuel Kant, principalmente debido a su propuesta de que los seres humanos tienen una obligación absoluta, en virtud del imperativo categórico, de regular su conducta. Aunque la argumentación es compleja, esta idea implica varios principios fundamentales para el Rechtsstaat. Entre ellos se destacan: "Toda la política debe rendir homenaje al Derecho", y que "el derecho no debe nunca adecuarse a la política, pero la política siempre debe ser adecuada al derecho".Además, Kant sostiene que un sistema político-jurídico debe mantener la justicia, independientemente del costo político, ya que "si la justicia y la corrección perecen, la vida humana dejaría de tener valor en el mundo". Su concepto de justicia y derecho también implica libertad, entendida como la capacidad real o efectiva de decidir nuestras propias acciones, lo que presupone la capacidad de llevar a cabo tales elecciones.
Adicionalmente, Kant sugiere el principio de separación de poderes en ramas legislativa, ejecutiva y judicial De todo lo anterior surgen -en la concepción kantiana- tanto el derecho privado como el público, lo que a su vez requiere una Constitución correcta o justa (eine rechtliche Verfassung), que es “lo único que garantiza que los hombres se puedan interelacionar con “igualdad de libertad”.
El término "Rechtsstaat" apareció como tal por primera vez en la obra de Robert von Mohl “Die deutsche Polizeiwissenschaft nach den Grundsätzen des Rechtsstaats” - "La ciencia de la policía alemana de acuerdo a los principios del Estado constitucional" (Tübingen 1833) (nota a significado de ciencia de la policía) en la que la oponía a la política estatal aristocrática. La idea era, básicamente, otorgar al sistema legal alemán la fiabilidad de la ley romana.
El concepto de Rechtsstaat fue posteriormente elaborado por Otto Bähr, jurista y miembro del Reichstag, Desarrollado en su libro,”Der Rechtsstaat : Eine publicistische Skizze” (Cassel und Gottingen - 1864) (El Estado de Derecho: Un boceto publicista") en el cual avanzaba -a partir del postulado de que un Rechtsstaat existe si se cumple que el Estado hace de la legalidad la condición fundamental de su existencia- la noción de la necesidad de un sistema judicial independiente y calificado, argumentando que "para realizar un Rechtsstaat no basta con que la ley pública sea expresada en normas jurídicas; debe haber también un (sistema) judicial calificado para establecer qué es lo correcto en el caso concreto, dando así una base irrebatible a la rehabilitación de la ley cuando esta ha sido violada.”
Bähr postula así una de los principios fundamentales de un estado de derecho moderno: no solo un sistema de tribunales independientes para administrar la ley pública sino también que el Estado mismo está sujeto a un “tribunal administrativo” a través del cual la corrección de su actuar puede ser verificada. El principio otorga a los ciudadanos en general el derecho a recurrir a tales tribunales.
La influencia del trabajo de Bähr no resultó, con todo, muy grande. Fue Rudolph von Gneist - por ejemplo: Der Rechtsstaat (Berlín- 1872)- quien contribuyó a la transposición real de algunas de esas ideas en la práctica jurídica.
Sin embargo se ha alegado que esa implementación implicó una transformación o perdida de una parte central del sentido del concepto: el sentido kantiano de justicia como imperativo categórico no solo de ajustar la acción a la ley sino de actuar justa o correctamente en el sentido de hacer o buscar el bien. Esto ha llevado a algunos autores a referirse al periodo que termina alrededor de 1945 como “El siglo del Rechtsstaat formal”.
Efectivamente, las reformas de Gneist han sido percibidas como la doctrina de un Rechtsstaat carente del referente «esencial a la visión Kantiana y liberal original» de justicia más amplio que lo formal: “Como resultado de vaciar el concepto de ley de todo contenido substancial, la ley llegó a formalizarse, llegó a ser una mera fórmula capaz de cualquier contenido. Eso en realidad era la manera que los neo-kantianos la consideraban. Cualquier gobierno puede ser considerado Rechtsstaatlich (legalizado) que delimite el poder del Estado del de los individuos a través de un mandamiento formal de la ley a pesar que las injusticias y desiguales más graves puedan seguir en realidad. Un “liberalismo” que proponga esta visión puede apropiadamente ser considerado como degenerado”.
Esa concepción del Estado Legal sentó las bases para una nueva realidad de un Estado nacional omnipotente, del cual todos los elementos de oposición o disensión han sido removidos: “El concepto del Rechtsstaat, ese barómetro del Liberalismo del siglo XIX ya no era definido en términos de un Estado que permitía que el individuo tuviera derechos aparte del estado. Llegó a ser simplemente el tipo de Estado cuyo poder estaba articulado en formas de actuar legales «es decir, de acuerdo a reglas generales».

## Crítica al Rechtsstaat formal y desarrollos posteriores: el Sozialrechtsstaat
El Rechtsstaat, tal y como se implementó en Alemania, no asumían ni implicaba la presencia de una democracia, era perfectamente compatible con un gobierno autoritario. El sistema se contentaba con establecer la libertad e igualdad formal de los individuos a través de leyes explícitas y generales.
Uno de los críticos alemanes de esa situación - Otto Kirchheimer, un miembro de la Escuela de Fráncfort- crítica explícitamente esa situación: “El concepto del Rechtsstaat puede ser honorado con una observación escrupulosa de todas las formas y procedimientos establecidos mientras su espíritu es constantemente violado”.[cita requerida] (citado por themis). Como solución Kirchheimer sugiere un “Sozialrechtsstaat” (Estado Social de derecho). Volviendo implícitamente al imperativo categórico de Kant, Kirchheimer argumenta que ese Sozialrechtsstaat necesita luchar por lograr una justicia substantiva a través de procedimientos que no corran el riesgo de negar el objetivo del Rechtsstaat mismo, porque el estado social y el estado legal están “inextricablemente entrelazados, tendiendo conjuntamente hacia el establecimiento de la justicia”.Universality and the Rule of Law en Revue Juridique Thémis (enlace roto disponible en Internet Archive; véase el historial, la primera versión y la última).
Con posterioridad a la Segunda Guerra Mundial, los líderes alemanes se embarcaron en un gran proceso de reconstrucción del sistema político legal, reconstrucción que fue percibida como un proyecto de “ingeniería constitucional” que llevó a la creación de un “Nuevo Rechtsstaat” en el sentido que algunas de las concepciones ya mencionadas fueron retenida, pero al mismo tiempo se introdujeron modificaciones profundas a fin de incorporar algunos valores o elementos de la democracia representativa moderna.

## Elementos del Rechtsstaat
Como hemos visto no hay un acuerdo universal acerca de lo que el concepto implica, lo que ha llevado a algunos autores a sugerir que el concepto está en riesgo de colapsar debido al “peso” de las referencias históricas estratificadas, a los cientos de asunciones que se han hecho al respecto de cuales son los principios fundamentales del sistema y a la complejidad de los sistemas legales contemporáneos, etc, todo lo cual ha impulsado a algunos a sugerir que el concepto es inútil y debería ser abandonado.

## Rechtsstaat / Estado Social de derecho y Rule of Law / Imperio de la ley
Como se ha sugerido, algunos autores consideran que esos conceptos son similares. Notable entre ellos es Neil MacCormick, quien sugiere que esos sistemas están basados en los siguientes principios:
1. Principio de legalidad.
2. Principio de la validez general de los preceptos legales.[18]
3. Principio de la naturaleza pública de las leyes.[19]
4. Principio de no retroactividad de las leyes.

Sin embargo no todos están de acuerdo que tal correspondencia es real. Se ha sugerido que a pesar de la aparente similitud, el significado real de esos conceptos varía en las diferentes jurisdicciones dependiendo de sus “historias constitucionales”.
Si aceptamos lo anterior es posible sugerir que ambos conceptos son fluidos o mutables, incluso tan fluidos como para llevarlo a bordear el riesgo de convertirse en generalidades carentes de contenido preciso o capaz de acomodar cualquier propuesta legal general.
Aun así, Dalla Vía considera que hay entre todas las definiciones un “denominador común, la cual es que el sistema legal es un sistema jerárquico ordenado a partir de una Constitución que aspira a su completitud como sistema a través de la existencia de principios lógico-formales que ordenan conforme a la lógica de los antecedentes y que contienen normas de clausura del mismo sistema”.
Tal observación parece sugerir una reivindicación de la interpretación de Gneist, un gobierno “sub lege” a diferencia de un gobierno “per lege” que podría fácilmente, de acuerdo a Portinaro, conducir a la desaparición del estado como entidad política, transformándolo en una nomocracia, “que establece que las leyes, no los hombres, deben gobernar”.
Aun aceptando tales observaciones es, sin embargo, también posible sugerir que hay entre las concepciones una diferencia fundamental. Wikipedia en inglés dice que el concepto de Rule of Law (y, por extensión, Imperio de la Ley) simplemente significa gobierno de acuerdo a la ley, cualquiera esta sea (y, en ese sentido, vulnerable a las interpretaciones que siguieron a las sugerencias de Gneist). La concepción moderna del Rechtsstaat, el Sozialrechtsstaat o el Estado Social de Derecho implica justicia y derechos sociales: “Finalmente, la Ley Básica es una Constitución orientada a los valores, incorporando un conjunto de derechos y normas aplicables y enforzables a través de todo el orden legal, uno que establece la dignidad humana como su valor fundamental y establece como deber del estado respetar y proteger (esa dignidad) en todo momento”.
Se puede alegar que esa diferencia se puede trazar a una diferente concepción de lo que ley y justicia son, ya sea de acuerdo a la visión de un Locke o a la de Kant.